# Qualea gestasiana
Qualea gestasiana är en tvåhjärtbladig växtart som beskrevs av A. St.-hil.. Qualea gestasiana ingår i släktet Qualea och familjen Vochysiaceae. Inga underarter finns listade i Catalogue of Life.